# 石川県道279号大屋杉山線
石川県道279号大屋杉山線（いしかわけんどう279ごう おおやすぎやません）とは、石川県珠洲市内を通る一般県道（石川県道）である。

## 概要
- 起点：石川県珠洲市三崎町大屋16部21番1地先
- 終点：石川県珠洲市三崎町杉山9部37番地先（＝石川県道287号粟津正院線交点）

珠洲市東部の三崎地区の最奥部である三崎町大屋と、三崎町杉山で石川県道287号粟津正院線と接続して珠洲市中心部である飯田とを結ぶ。

## 歴史
- 1977年（昭和52年）1月14日：路線認定。

## 接続道路
- 石川県道287号粟津正院線（珠洲市三崎町杉山：終点）